# Hólkotsmúli
Hólkotsmúli är ett berg i republiken Island. Det ligger i regionen Västlandet, 130 km norr om huvudstaden Reykjavík. Toppen på Hólkotsmúli är 330 meter över havet.
Trakten runt Hólkotsmúli är nära nog obefolkad, med mindre än två invånare per kvadratkilometer. Närmaste större samhälle är Reykhólar, omkring 14 kilometer nordväst om Hólkotsmúli. Trakten runt Hólkotsmúli består i huvudsak av gräsmarker.